# هان زهنغ
هان زهنغ هو اقتصادي وسياسي صيني، ولد في 1 أبريل 1954 في مدينة تسيشي ‏ في الصين. نشط حزبياً في الحزب الشيوعي الصيني.

## مناصب
- انتخب نائب رئيس مجلس الدولة في جمهورية الصين الشعبية (19 مارس 2018 – ).
- انتخب عضو المكتب السياسي للحزب الشيوعي الصيني ‏ (15 نوفمبر 2012 – ).
- انتخب عضو اللجنة الدائمة للمكتب السياسي للحزب الشيوعي الصيني  [لغات أخرى]‏ (25 أكتوبر 2017 – ).
- انتخب أمين لجنة شنغهاي للحزب الشيوعي الصيني ‏ (24 سبتمبر 2006 – 24 مارس 2007).
- انتخب أمين لجنة شنغهاي للحزب الشيوعي الصيني ‏ (20 نوفمبر 2012 – 29 أكتوبر 2017).
- انتخب عمدة شانغهاي ‏ (20 فبراير 2003 – 26 ديسمبر 2012).